# Agnetina cadaverosa
Agnetina cadaverosa är en bäcksländeart som först beskrevs av Mclachlan 1875.  Agnetina cadaverosa ingår i släktet Agnetina och familjen jättebäcksländor. Inga underarter finns listade i Catalogue of Life.